# Xilografia giapponese

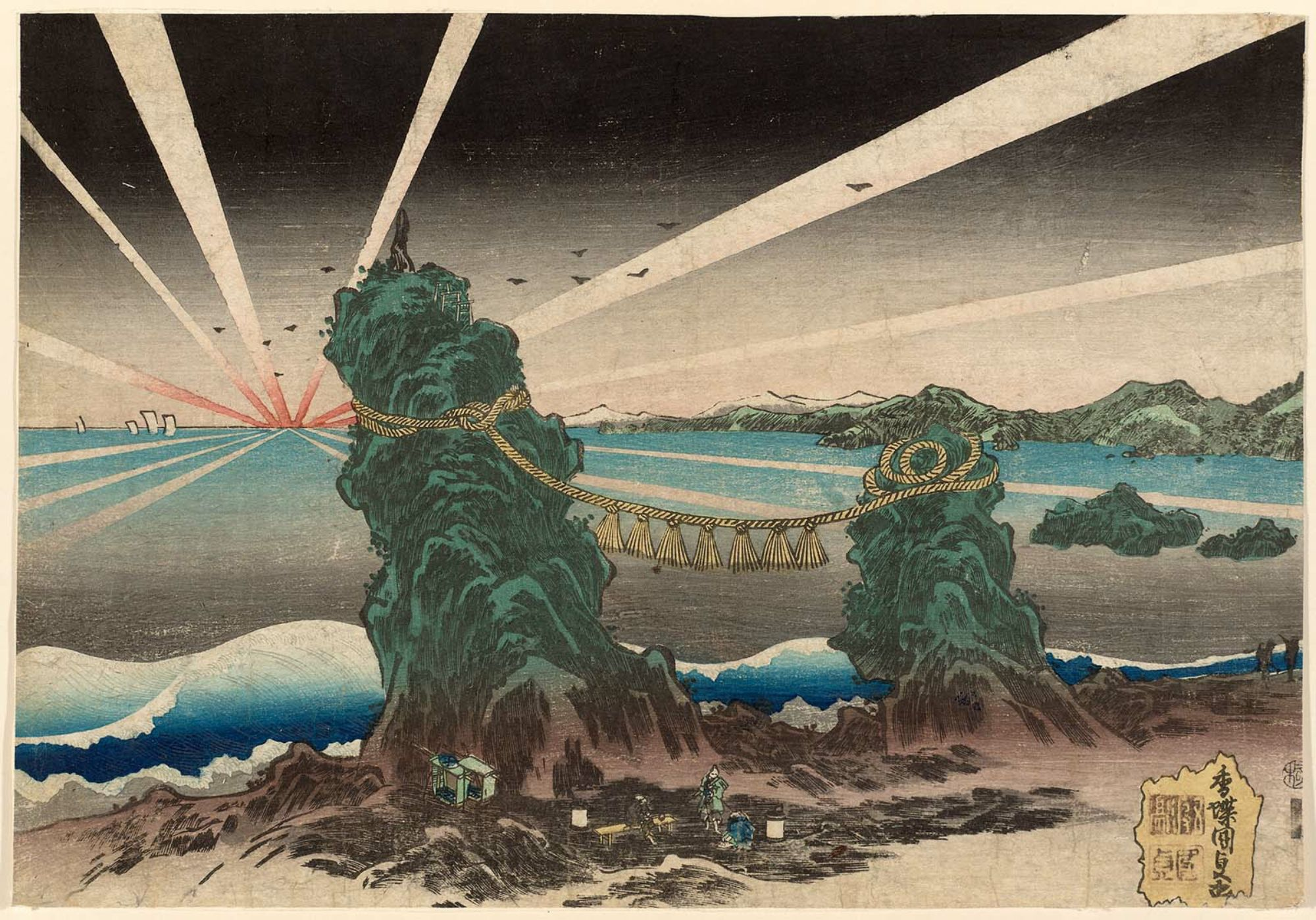
Crepuscolo a Futamigaura, stampa di paesaggi marini di Kunisada, c. 1830

La xilografia giapponese è una tecnica di incisione artistica unica nel panorama mondiale. Si tratta di una tecnica non tossica perché utilizza, per creare le immagini, legni naturali, colori ad acqua e carta fatta a mano. Tutto ciò permette di passare da colori tenui e quasi trasparenti a colori accesi e cupi.
La corrente più importante della xilografia giapponese ed estremo-orientale è comunemente conosciuta con il nome di ukiyo-e, il cui significato, di provenienza buddhista, sottolineava il carattere effimero e doloroso della vita umana. 
La caratteristica principale di questa corrente artistica è quella di aver raggiunto i vertici della produzione grafica di ieri, ma anche di oggi, nonostante l'enorme produzione di copie di cui ciascuna immagine è stata oggetto.

## La storia

### VIII secolo
La tecnica della xilografica nasce in Giappone fra il VI e il VII secolo, unitamente all'invenzione della carta.
Nell'VIII secolo fu introdotta in Giappone dove rimase, per ottocento anni, un monopolio dei monaci buddhisti i quali la utilizzarono all'interno dei testi sacri allo scopo di divulgarne più facilmente il contenuto o per riprodurre immagini di divinità. 
Le incisioni venivano praticate attraverso l'utilizzo di strumenti molto affilati capaci di eliminare le parti che, nel risultato finale, dovevano rimanere bianche lasciando invece in rilievo tutto ciò che doveva ricevere l'inchiostro allo scopo di essere poi trasferite sulla carta. 
Quello che si veniva a creare altro non era se non una matrice in legno utilizzabile per la realizzazione di infiniti esemplari dello stesso soggetto su qualsiasi tipo di materiale che poteva andare dalla carta alla seta, grazie all'utilizzo associato della tecnica di stampa con il torchio.
Tuttavia questa prima produzione xilografica, così realizzata, non suscitò un immediato interesse da parte degli appassionati di arte.

### XVII secolo
Si dovrà attendere l'inizio del XVII secolo quando finalmente il Giappone raggiungerà un periodo di stabilità politica dovuto alla cessazione delle guerre civili che per molto tempo lo avevano tenuto in scacco per vedere i primi cambiamenti in campo xilografico. Il merito del miglioramento della stabilità politica giapponese si deve all'opera di tre grandi condottieri che fondarono il potere militare dello shōgun (generalissimo) trasportando, fra l'altro, anche la loro residenza da Osaka a Edo.
Durante il periodo Edo (detto anche Tokugawa: 1600-1868) i bushi, cioè i grandi proprietari terrieri corrispondenti ai nostri feudatari medievali, le cui ricchezze derivavano dalla rendita fondiaria, furono progressivamente impoveriti dagli obblighi e dalle corvée che erano costretti a prestare allo shogun. A lungo andare i samurai, non essendo più in grado di assolvere agli obblighi della loro posizione sociale, furono costretti a chiedere prestiti e servizi ai rappresentanti di una nuova classe sociale appena nata quella dei chōnin che ufficialmente disprezzavano poiché li consideravano arrampicatori sociali. Con la pace fioriscono anche nuove attività economiche che alimenteranno progressivamente la ricchezza dei chonin (attività commerciali e imprenditoriali).
È grazie ai chonin appartenenti alla neonata classe media giapponese che la xilografia esce dal chiuso dei conventi buddhisti per diventare una vera e propria arte ormai del tutto slacciata dai modelli cinesi da cui ha avuto origine. 
Da questo momento in poi la stampa dei libri sarà una prerogativa della nuova classe media che la eserciterà a scopo puramente commerciale visto che potrà essere rivolta ad un nuovo pubblico sempre più vasto e variegato i cui gusti dovranno essere assecondati per assicurarsi una fetta sempre più ampia di mercato.
Progressivamente si assiste anche allo spostamento spaziale della produzione editoriale che nella prima metà del XVII secolo è ancora localizzata nella zona Kyoto e Osaka, ma che nella seconda metà dello stesso secolo si sposterà definitivamente ad Edo.
La città di Edo nel frattempo si era notevolmente ampliata anche grazie ad un editto shogunale del 1638 col quale i grandi signori feudali (daimyō) furono obbligati a spostare la loro residenza e tutto il loro seguito, ad Edo per almeno sei mesi all'anno in questo modo Edo diventa sia la nuova capitale del Giappone che la patria dell'ukiyo-e.
È sempre nel corso del XVII secolo che il termine ukiyo si libererà progressivamente di tutte le sfumature negative per identificarsi sempre di più con i personaggi del teatro kabuki o con le cortigiane delle case di piacere, nonché con le esperienze piacevoli rappresentate per esempio dalle gite in barca, vissute dalla nuova classe media.
Del resto ai chonin non era permesso partecipare attivamente alla vita politica del paese e dunque queste occupazioni li distraevano dalle loro frustrazioni.
Man mano che ci si avvicina alla fine del XVII secolo si identificherà il termine ukiyo con la filosofia edonistica del chonin e soprattutto con la nuova forma artistica da lui preferita cioè l'ukiyo-e. 
A differenza delle opere degli artisti italiani del Trecento e del Quattrocento i chonin non compariranno mai nelle stampe xilografiche poiché il loro intento non ha nulla di auto celebrativo. Nelle opere da loro commissionate si celebrano infatti i loro idoli cioè gli attori ed i personaggi teatrali nonché la bellezza e l'eleganza delle cortigiane.
In poche parole volevano celebrare il loro mondo cioè quello dei quartieri del piacere dove vivevano i loro idoli gli attori del teatro kabuki, ma soprattutto le cortigiane che dunque in Giappone rivestivano un ruolo che in nessun'altra civiltà ha mai avuto una così grande importanza.
Esistevano varie categorie di cortigiane. Le più quotate erano le tayu il cui rango permetteva loro di scegliere i propri clienti e che proprio per questo erano difficilmente avvicinabili da chiunque. Le tayu avevano una grazia innata ed innumerevoli conoscenze artistiche: erano esperte di poesia, calligrafia e canto inoltre sapevano suonare una specie di liuto a tre corde chiamato shamisen.
Le loro competenze non finivano qua in quanto conoscevano la cerimonia del tè e l'arte della conversazione, insomma erano delle vere e proprie celebrità. C'era un unico neo nella loro magnifica vita: erano praticamente delle schiave di proprietà del tenutario della casa a cui appartenevano. Dunque anche le stampe che le ritraevano erano parimenti preziose poiché non erano ricercato soltanto di chonin innamorati di loro, ma anche dalle loro mogli che traevano da questi ritratti indicazioni importanti su come acconciare i loro capelli o su quali tessuti scegliere per i loro kimono o su come indossare la grande cintura obi.
I soggetti delle stampe ukiyo-e non sono solo gli attori del teatro kabuki o le cortigiane tayu, ma anche soggetti tratti dalla letteratura giapponese o cinese classica oggetto di garbate parodie. Il tema paesaggistico invece diverrà di gran moda solo nel XIX secolo accanto ai soggetti storici.
Per quel che riguarda le stampe erotiche dette shunga invece se ne hanno esemplari un po' in ogni epoca essendo questa una produzione artistica che attraversa trasversalmente tutto il genere artistico xilografico.

### XVIII secolo
La crescente richiesta di stampe e libri illustrati provoca un'inarrestabile evoluzione delle tecniche di stampa e di distribuzione dei prodotti editoriali obbligati ad adeguarsi all'aumentato fabbisogno.
Inoltre le stampe che all'inizio del XVIII secolo erano ancora in bianco e nero e dunque prodotte con l'uso di una sola matrice, col passare del tempo vengono affiancate dai primi esempi di stampe policrome, per la cui produzione erano necessarie due o tre matrici, a seconda del numero dei colori impiegati. Sarà dopo la seconda metà del XVIII secolo e precisamente nel 1765 che vedono la luce le prime stampe nishiki-e realizzate col l'utilizzo di 10-15 matrici perché dotate di almeno 10 colori diversi.
Per la produzione delle stampe ukiyo-e c'era bisogno del lavoro di più persone, anche se la paternità delle opere era attribuita a colui che le disegnava. Su tutti campeggiava la figura dell'editore a cui spettava il compito di organizzare il lavoro, ma soprattutto di finanziarlo, era lui infine che nella maggior parte dei casi sceglieva il soggetto ed il numero delle stampe in quanto l'unico in grado di tastare il polso del mercato. Poi in base al soggetto sceglieva l'artista più esperto del ramo.
L'artista faceva un disegno preliminare con l'inchiostro sulla carta che veniva poi portato nella bottega dell'incisore per essere incollato su di una tavola di legno di ciliegio e, attraverso l'utilizzo di vari strumenti, riprodotto lasciando in rilievo le linee del disegno dell'artista e scavando tutto il resto. Durante questo procedimento però lo hanshita-e veniva necessariamente distrutto. Agli apprendisti veniva affidato il compito di incidere le parti più facili del disegno allo scopo di imparare l'arte dell'incisione a dovere. Successivamente la matrice veniva consegnata allo stampatore che stampava una quindicina di copie in bianco e nero da rimandare al pittore allo scopo di inserire i colori scelti, ma separatamente, uno per ogni copia. Questi prototipi poi tornavano ancora una volta allo stampatore che preparava una matrice per ogni foglio vale a dire per ogni colore da inserire. Alla fine di tutto questo complesso procedimento si giungeva finalmente alla stampa vera e propria che prevedeva come primo passo la stampa della matrice con le linee nere di contorno, ma prima ancora il foglio di carta doveva essere opportunamente trattato con una sostanza detta “dosa”. Fatto ciò si passava alla stampa delle altre matrici premurandosi di cominciare sempre da quelle con i colori più tenui. Il procedimento di stampa consisteva nel porre il foglio sopra la matrice inchiostrata per poi premerne il dorso con l'utilizzo di un tampone apposito. La tiratura giornaliera era di circa duecento copie.
Nel 1868 il Giappone, grazie alla caduta del governo militare e alla restaurazione del potere imperiale, comincia ad aprirsi all'Occidente. Da qui in avanti si verificherà una velocissima evoluzione del paese verso la modernità e una progressiva contaminazione della cultura giapponese ad opera dell'occidente. Inevitabilmente anche le arti tradizionali, ukiyo-e compreso, verranno progressivamente accantonate sia perché troppo legate ad un ambiente sociale in fase di declino, sia per l'arrivo di nuove tecniche di riproduzione come per esempio la fotografia. Si giungerà così al declino dell'antica e gloriosa arte xilografica.

## Gli artisti

### Hishikawa Moronobu
Il primo artista di spicco nel panorama della xilografia giapponese è senz'altro Hishikawa Morunobu (1618-1694) da molti per questo considerato il “padre” del ukiyo-e. La sua produzione artistica comprende album erotici e dipinti.

### La scuola dei Torii
Posteriore all'opera di Morunobu è quella della scuola dei Torii, risalente alla prima metà del XVIII secolo la cui produzione di stampe teatrali domina incontrastata il genere dell'epoca.

### Okumura Masanobu
Okumura Masanobu (1686-1764) è l'artista più innovativo del panorama giapponese in quanto ritenuto l'introduttore di importantissime novità quali la prospettiva, l'effetto lacca ed il formato allungato.

### La scuola Katsukawa
Alla seconda metà del XVIII secolo risale l'opera della scuola Katsukawa che raccoglie l'eredità di leader nella produzione delle stampe di attori del teatro kabuki che fino a quel momento era stata una prerogativa della scuola dei Torii accanto ai ritratti di bellezze femminili.
Fra gli artisti della scuola Katsukawa spicca l'opera di Shunsho che per primo fra gli artisti del ukiyo-e rappresenterà gli attori del teatro kabuki con la loro fisionomia individuale in modo tale da essere riconosciuti e non solo sulla scena ma anche in altre occasioni proprie della loro vita quotidiana.

### Harunobu, Kiyonaga, Utamaro
La fine del XVIII secolo è la più prolifica poiché vede la comparsa di un vasto numero di artisti minori, molto interessanti, ma soprattutto l'opera dei tre artisti più grandi di tutto il movimento del ukiyo-e vale a dire: Suzuki Harunobu (1725-1770), famoso per le sue insuperabili rappresentazioni del quotidiano e in quanto creatore di un canone di bellezza quasi adolescenziale; Torii Kiyonaga (1752-1815), l'autore di splendidi dittici e trittici il cui tema è costituito da ritratti all'aperto di donne slanciate e statuarie; Kitagawa Utamaro (1753-1806), che si dedicherà alla rappresentazione della bellezza femminile in tutti i suoi aspetti dell'universo femminile in tutte le sue diverse sfaccettature: ritrarrà donne durante episodi della loro vita quotidiana o intente a svolgere il loro lavoro; ma si dedicherà anche alla raffigurazione dell'aspetto più intimo e lascivo dell'universo femminile sconfinando nel genere dello shunga, indicato con l'espressione poetica e al tempo stesso allusiva di “immagini della primavera”. Ciò che salva tali opere dalla pornografia è il testo allusivo ed allo stesso tempo ironico che le accompagna grazie al quale esse assumono un aspetto fumettistico che non ha niente a che vedere con i corrispondenti occidentali molto più volgari ed espliciti.

### Toyokuni, Sharaku
Uno degli artisti giapponesi più famosi nel campo delle stampe teatrali risulta essere Utagawa Toyokuni (1769-1825), ma il migliore in assoluto è senz'altro Tōshūsai Sharaku, attivo solo negli anni 1794-95, si tratta dell'artista considerato, dalla maggior parte dell'opinione pubblica, il più grande ritrattista di attori del teatro kabuki di tutta l'arte giapponese; i suoi ritratti infatti sono così impietosamente realistici e caricaturali da essere ancora oggi considerati i più famosi di tutta la produzione del ukiyo-e.
A seguito dell'aumento della domanda di stampe verificatasi all'inizio del XIX secolo, si è costretti ad ampliare la produzione e ciò provoca l'inevitabile declino del livello qualitativo del prodotto finito. Per cercare di limitare i danni si cerca allora di utilizzare colori sempre più sgargianti in grado di catturare l'attenzione dell'osservatore deviandola dai difetti sempre più numerosi delle opere, e, allo stesso scopo, si introducono continuamente nuovi soggetti. Per esempio cominciano a diffondersi le stampe paesaggistiche la cui nascita è legata anche alla maggiore capacità di spostamento della popolazione che grazie al miglioramento e alla maggior diffusione dei mezzi di trasporto può permettersi di viaggiare di più sia per lavoro che per piacere oppure per motivi religiosi e che vuole in tutti i casi portare a casa dai suoi viaggi un ricordo dei luoghi visitati sotto forma di stampa paesaggistica artistica.

### Katsushika Hokusai e Utagawa Hiroshige
Ma l'artista estremo-orientale, vissuto nel XIX durante il periodo Tokugawa, più conosciuto in assoluto in Occidente è e resta Katsushika Hokusai (1760-1849). 
La sua opera è caratterizzata dalla produzione di fantastici paesaggi anche se Hokusai giganteggia in tutti gli stili e con tutte le tecniche. In effetti la sua produzione artistica contempla più di 30.000 opere di ogni genere dai dipinti su seta ai manga. 
È il meno giapponese fra tutti gli artisti dell'ukiyo-e in quanto predilige la rappresentazione di paesaggi alla raffigurazione di soggetti umani. La sua opera più conosciuta è infatti “La grande onda”. 
E quando decide di fare un ritratto non raffigura attori di teatro o cortigiane, ma pescatori e uomini comuni.
Allo stesso periodo appartiene anche l'opera dell'altro grande paesaggista giapponese di nome Utagawa Hiroshige (1797-1858), che risulta essere uno fra i primi artisti nipponici a catturare l'interesse del mondo occidentale ed europeo, nella seconda metà dell'Ottocento.
Vincent Van Gogh replicò l'opera Acquazzone improvviso Sul Grande Ponte vicino ad Atake, 1857 (Xilografia policroma, Museum of Art, Brooklyn) di Hiroshige nel suo "Ponte sotto la pioggia D'après Hiroshige", 1887  (olio su tela, Van Gogh Museum, Amsterdam).

### La tradizione bijin-ga
La tradizione bijin-ga viene continuata da Toyokuni, da Kikugawa Eizan (1787-1867) e dal suo allievo Keisai Eisen (1791-1848) senza però raggiungere le vette del secolo precedente.

### La dinastia degli Utagawa
Appartengono alla prolifica dinastia degli Utagawa molti artisti eclettici e in alcuni casi potenti, come Kunisada (1786-1865) e Utagawa Kuniyoshi (1798-1861).

### Yoshitoshi e Kiyochika
Gli artisti vissuti nell'ultimo quarantennio del XIX secolo sono in bilico tra vecchio e nuovo mondo: presentando caratteristiche tradizionali accanto ad elementi nuovi. I più noti sono Tsukioka Yoshitoshi (1839-1897), artista visionario e morboso e Kobayashi Kiyochika (1847-1915), in cui l'influenza occidentale è ormai manifesta.

### La Shin-hanga e la Sosaku-hanga
All'inizio del XIX secolo la tradizione del ukiyo-e è in fase di declino in quanto troppo legata ad un ambiente sociale che ormai non esiste più, la sua sopravvivenza è dovuta all'utilizzo che sporadicamente ne viene fatto da qualche artista giapponese che la sceglie tra le diverse opzioni che i media propongono per rappresentare il suo mondo. Ma negli anni '10 un giovane editore, Watanabe Shosaburo, raccoglie intorno a sé un gruppetto di artisti e lancia un revival della xilografia di stile giapponese, coniando anche il nome del movimento: Shin-hanga. 
La Shin-hanga mostra una certa fedeltà agli stili del passato, reinterpretati però modernamente: lo si può constatare nelle opere di artisti come Hashiguchi Goyō (1880-1921), Ito Shinsui (1898-1972) e Kawase Hasui (1883-1957), ma esiste un'altra corrente artistica ad essa contemporanea, la Sosaku-hanga, molto più influenzata dall'arte occidentale, che rompe completamente con il passato e non pone alcun freno alla fantasia dell'artista. Di quest'ultima corrente ricordiamo due tra i più importanti creatori di xilografie del XX secolo: Onchi Koshiro (1891-1955) e Munakata Shiko (1903-1975).

## Eventi di rilievo

### Evoluzione della xilografia in occidente
Le più antiche xilografie occidentali giunte fino a noi risalgono alla prima metà del XV secolo e provengono dalle regioni mercantili del Reno. La loro esecuzione non presenta ancora la spartizione del lavoro fra ideatore, esecutore della matrice e stampatore cosa che invece comincia a verificarsi quando la produzione xilografica comincia ad essere più corposa. È nello stesso periodo che la tecnica xilografica comincia a farsi notare fra gli artisti che iniziano a produrre disegni destinati alla produzione di stampe xilografiche. In questa fase il loro apporto riguarda esclusivamente la fase del disegno su carta nella quale introducono via via modifiche tecniche sempre più azzardate utilizzando tratti sempre più sottili e linee incrociate allo scopo di ottenere effetti chiaroscurali e prospettici sempre più precisi. L'intento di questi artisti era quello di avvicinare il più possibile il prodotto finito al dipinto corrispondente che porterà al progressivo abbandono della tecnica xilografica su legno di filo per essere sostituita dall'incisione su metallo e su legno di testa inciso a bulino. Un ulteriore sviluppo in questo senso è rappresentato dall'adozione, nel corso del XVI secolo, sempre in Italia, di una nuova tecnica di incisione con effetti di chiaro-scuro ottenuti attraverso la sovrapposizione di più matrici lignee. Un discorso a parte merita l'utilizzo della tecnica xilografica all'interno del libro stampato in quanto, per le sue caratteristiche tecniche, la xilografia accompagnerà fedelmente l'evoluzione del libro stampato, dalle “impressioni tabellari”, ai libri xilotipografici. Con le seguenti modalità: ad iniziare dal Cinquecento, l'illustrazione xilografica viene realizzata a parte per essere poi impaginata in un secondo tempo insieme al testo tipografico. Questo procedimento si manterrà inalterato, anche se con lievi modifiche, fino ad oltre l'invenzione della litografia e sarà accantonato solo dopo l'invenzione della fotografia. Quando, nella seconda metà dell'Ottocento, viene rivalutato il lavoro degli artigiani grazie alle Arts and Crafts inglesi e cominciano a diffondersi in Occidente le prime stampe xilografiche giapponesi si riaccende l'interesse degli artisti per la xilografia “originale”, vale a dire per la tecnica incisoria più antica e l'unica che abbia avuto fin dall'inizio un carattere popolare. In particolare si accende l'interesse per questa tecnica da parte degli autori Impressionisti.

### Il Japonisme
Questo interesse per la stampa xilografica ed in particolare per le stampe dell'ukiyo-e che si sviluppa in Europa nella seconda metà del XIX secolo soprattutto fra gli artisti dell'Impressionismo e del Post-impressionismo diventa un movimento artistico vero e proprio noto come Japonisme. Tuttavia una volta entrate in contatto, xilografia giapponese ed europea, si influenzano reciprocamente sempre più solo sotto il profilo stilistico mentre per quel che riguarda il procedimento tecnico, pur rimanendo sostanzialmente lo stesso, si possono evidenziare alcune differenze che contraddistinguono la xilografia giapponese da quella occidentale: i materiali usati (legno delle matrici, carta, lame da intaglio, pigmenti), il processo di stampa (mediante sfregamento invece che mediante pressione), la policromia e l'uso talvolta di particolari materiali (oro, argento, mica, gofun) e l'uso di tecniche per ottenere effetti speciali (karazuri, bokashi ecc.), tutte cose queste non immediatamente riscontrabili nella xilografia occidentale.
I principi estetici giapponesi furono facilmente assimilati dall'arte occidentale, anche se in modo non uniforme, grazie alle straordinarie analogie tematiche fra le stampe del ukiyo-e la pittura della seconda metà dell'Ottocento caratterizzata da raffigurazioni di: colazioni sull'erba, gite in barca, animate strade cittadine, scene teatrali, prostituzione, donne colte nell'intimità della vita quotidiana mentre si lavano, si truccano o si pettinano.
Il primo utilizzo del termine “Japonisme” avviene nel 1872-1873 ad opera del critico P. Burty, allo scopo di indicare l'interesse di tale movimento per il Giappone e l'influenza della sua arte sui movimenti artistici europei tra la metà del XIX secolo e la Prima Guerra Mondiale. Alla diffusione del fenomeno contribuirono: le Esposizioni Universali, cui il Giappone partecipò a partire da quella di Londra del 1862 con propri padiglioni, l'apertura di negozi specializzati in oggetti dell'Estremo Oriente e la pubblicazione, curata dal collezionista e mercante Samuel Bing, della rivista Le Japon artistique. 
Anche se il Giappone del periodo Edo presentava significative differenze economiche, sociali e politiche rispetto all'occidente, stava vivendo un momento particolarmente felice della sua storia caratterizzato da un notevole sviluppo urbano e da una crescente diffusione fra ampi strati della popolazione di una nuova cultura mercantile che presentava numerose analogie con la contemporanea diffusione in alcuni paesi europei di una nuova cultura borghese e metropolitana. Tutto questo rendeva le immagini del Giappone famigliari agli Europei dell'Ottocento, facilitandone una reinterpretazione adeguata alle proprie esigenze ed aspettative. Ma era comunque inevitabile che le opere d'arte giapponesi, una volta giunte in Occidente, e trasportate, dunque, in un contesto diverso da quello che le aveva originate avrebbero acquistato una vita ed un significato diverso dall'originale. 
Gli artisti Impressionisti e postimpressionisti furono principalmente attratti dai valori cromatici e spaziali delle xilografie giapponesi dalle quali ripresero le linee rapide e il taglio asimmetrico dei quadri. P. Gauguin e i Nabis furono invece interessati al colore, che impararono a stendere in campiture piatte in modo tale da esaltarne il valore decorativo e simbolico alla maniera di Utamaro o di Hiroshige. Infine è possibile riscontrare motivi iconografici e stilistici giapponesi perfino nei vetri di É. Gallé, dei fratelli Daum, di L.C. Tiffany, o nei gioielli di R. Lalique e di Philippe Wolfers.

## Gli strumenti nella xilografia giapponese
L'arte xilografica giapponese si avvale dell'utilizzo di strumenti d'intaglio specifici, prima di descrivere i quali è bene conoscerne le modalità di produzione allo scopo di distinguerli dai comuni coltelli da cucina e dalle spade esotiche. L'acciaio utilizzato per la produzione di tali strumenti è di due tipi: quello con una percentuale relativamente alta di carbonio aggiunto al ferro dal quale si ottengono lame molto dure, ben affilate e molto taglienti, ma anche molto fragili, e quello con una bassa percentuale di carbonio dal quale si ottengono lame molto resistenti, ma inadatte alla realizzazione di linee sottili e precise.
Il fabbro giapponese utilizza entrambi i tipi di acciaio: quello con un'alta percentuale di carbonio costituirà la parte esterna della lama mentre l'altro tipo verrà usato come supporto interno. Per far ciò è necessario lavorare insieme i due tipi di acciaio sotto forma di lingotti fino ad ottenere una singola lama. Nello strumento finito la linea che separa i due tipi di acciaio è ben visibile: l'area più brillante evidenzia l'acciaio con maggiore carbonio.
La differenza di laminazione poi, comporta una diversità di costo fra gli strumenti è logico infatti che una lama prodotta con un acciaio di alta qualità, laminato alla giusta pressione e temperatura, costi più di un'altra fatta in modo più sbrigativo. Per un principiante è senz'altro più difficile rilevare certe differenze, ma nell'incertezza il costo più alto deve suggerire immediatamente una migliore resa dello strumento ed un suo più agevole utilizzo.

### Hangi-to
Si tratta di un coltello base, strumento centrale di ogni set di intaglio per legno. La sua forma non è simmetrica ed è adatto anche ai mancini. La sua larghezza va da 1,5mm. a 9mm. 
Il manico è fatto con un legno duro, comunemente ciliegio o ebano. Le lame sono inserite in una piccola fessura intagliata nel manico trattenute dentro da un cerchio di ottone. Questo anello può essere facilmente rimosso, permettendo di togliere la lama dopo che l'uso ripetuto ne avrà danneggiato il filo.
Un esperto xilografo ha una buona collezione di questi strumenti, alcuni per intagliare in modo più grossolano, altri per lavori più fini e con angolature diverse per adattarsi ad ogni tipo di lavoro.

### Ai-suki
Il termine letteralmente significa tra i due diviene trasparente e ciò può alludere a come sono usati questi ceselli. Possiedono una lama piatta lievemente arrotondata sulla punta, usate con movimento di spinta per togliere bene il legno tra le linee intagliate con l'hangi-to. Le misure più comuni vanno da 1mm. a 6mm.
Il manico è solitamente di legno duro, talvolta bambù, fatto in modo da poter far ruotare la lama verso l'esterno. L'intera gamma degli ai-suki è usata regolarmente, a differenza dell'hangi-to. Durante il lavoro l'intagliatore cerca costantemente il cesello appropriato; su aree superiori a 6 mm. il cesello è usato con il martello, ma per tutto ciò che è al di sotto di questa dimensione si usa l'ai-suki.
Oltre all'ai-suki gli intagliatori ne hanno una serie di più piccoli fabbricati da loro stessi. Comunemente si utilizza l'ago di una vecchia macchina da cucire, reso affilatissimo e inserito in un manico di legno. Il metallo con cui sono fatti questi aghi è molto resistente, la punta si inserisce finemente per eliminare tutte quelle piccole schegge non volute, tra le linee incise.

### Maru-nomi
La parola significa cesello rotondo, a differenza di altri strumenti, è usato con un martello.
La lama ha una sagoma ad U, la gamma delle misure varia da 4,5mm. a 15mm. ed è suddivisa in due tipi principali: superficiale e profondo. È usata per rimuovere rapidamente ampie parti di legno dal blocco-matrice.

### Soai-nomi
Una specie di sottogruppo degli hira-nomi, ceselli piatti.
I soai-nomi hanno gli angoli leggermente arrotondati. Si usano con un martello per togliere parti di legno non desiderate. La gamma delle misure varia da 9mm. a 30mm., il 21mm. di larghezza è forse il più usato.

### Kento-nomi
Questo è probabilmente l'ultimo cesello di cui si ha bisogno, in genere è abbastanza costoso, si usa per segnare i punti di riferimento sulle matrici di legno. La lama dritta, perfettamente affilata va tenuta sempre in ottime condizioni, in modo tale che i punti di riferimento siano più accurati possibile, si trova nell'unica misura di 15mm.
Questa è la selezione di strumenti per l'intaglio tradizionale. Gli intagliatori che lavorano usando le antiche tecniche tradizionali, si avvalgono soltanto di questi strumenti, ma sarebbe incompleto non menzionarne altri due tipi comunemente usati.

### Koma-suki
Questi fanno parte della famiglia dei ceselli da spinta, tenuti nel palmo come gli ai-suki, ma con una lama ad “U” invece che piatta. Hanno la stessa gamma di misure degli ai-suki da 1mm. a 6mm. Intagliano una specie di piccolo canale sulla superficie del blocco.

### San-kaku ton
La parola significa coltello triangolare, corrispondente alla sgorbia a “V” occidentale. Le misure variano da 1mm. a 6mm.